# Carol Dunlop
Pour l’article homonyme, voir Dunlop (homonymie).
Carol Dunlop, née le 2 avril 1946 à Quincy (Massachusetts) et morte le 2 novembre 1982 à Paris) est une écrivaine, traductrice, photographe et militante politique canadienne. Elle fut la dernière compagne de Julio Cortázar.

## Biographie
Carol est la fille de Daniel Dunlop et Jean Ayers. Elle se marie en juillet 1967 avec l'écrivain et poète canadien François Hébert, avec lequel elle a un fils, Stéphane (né en 1968). Le couple s'installe à Aix-en-Provence de 1967 à 1972, puis à Montréal (Québec).
En 1976, elle se sépare de François Hébert et s'installe avec le poète Michel Beaulieu, toujours à Montréal. Au cours de la Rencontre québécoise internationale, Hébert et Jean-Guy Pilon invitent Julio Cortázar à donner une conférence : c'est là qu'il rencontre Carol qui le rejoint à Paris quelque temps plus tard. Après une mystérieuse coïncidence, une rencontre fortuite dans le Marais, ils décident de vivre ensemble. Ils se marient à Paris, et s'installent rue Martel dans l'appartement où habite l'écrivain.
Carol Dunlop a participé, avec ou sans Cortázar, à de nombreuses manifestations en faveur des résistants à l'oppression politique et liberticide, au Nicaragua, en Pologne, au Chili, notamment, réalisant de nombreux reportages photographiques.

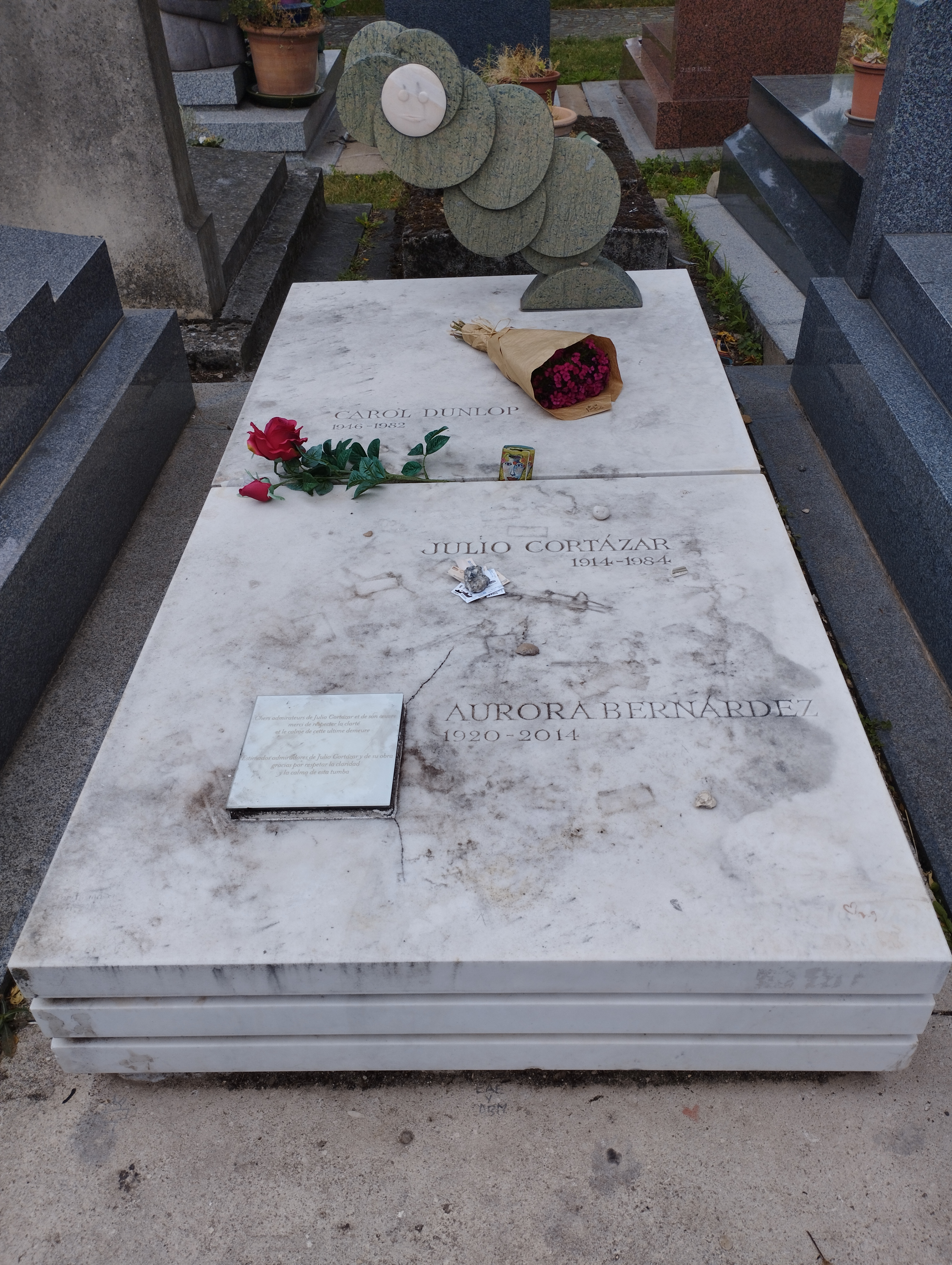
Tombe de Carol Dunlop et Julio Cortázar au cimetière du Montparnasse (division 3).

Le 2 novembre 1982, après un surprenant « road trip » à bord d'un combi Volkswagen rouge en compagnie de Cortázar le long de l'autoroute du Sud — qui donnera lieu à un journal de voyage illustré et décalé, Les Autonautes de la cosmoroute —, Carol meurt brutalement à Paris, des suites d'une forme de leucémie. Elle est enterrée au cimetière du Montparnasse (division 3) : la dépouille de Cortázar l'y rejoindra en 1984.

## Œuvres
- Avec Julio Cortázar, Les Autonautes de la cosmoroute. Voyage intemporel Paris-Marseille, Gallimard, 1983
- Mélanie dans le miroir, roman, 1980
- La Solitude inachevée, roman, 1976
- (es) Avec Julio Cortázar & Silvia Monrós-Stojaković, Correspondencia (1980-1983), Alpha Decay, Barcelona, 2009

## Sources
1. ↑  Archives en ligne de Paris 10e, année 1982, acte de décès no 1715, cote 10D 618, vue 13/31
2. ↑  Sources François Hébert (correspondance privée).
3. ↑  D'après le témoignage de Fernando Gaspar.
4. ↑  Selon la critique du New York Times du 20 janvier 2008.